# Мурзанов Володимир Олексійович
Володимир Олексійович Мурза́нов (1872, Санкт-Петербург — 1922, Миколаїв) — російський і український живописець, педагог, один із засновників і перший директор Миколаївського художнього музею.

## Біографія
Народився 1872 року в місті Санкт-Петербурзі (нині Росія). Протягом 1892—1897 років навчався у Петербурзькій академії мистецтв у майстерні Іллі Рєпіна. Під час навчання у 1893 році був нагороджений малою заохочувальною медаллю, у 1894 оці — великою заохочувальною та двома срібними медалями. Навчання закінчив зі званням класного художника III-го ступеня за картину «Єврей найдавнішого періоду».
Згодом переїхав до Миколаєва, викладав малювання і чистописання у Миколаївській Олександрівській чоловічій (1909—1919) та Другій жіночій гімназіях; після відкриття у Миколаєві у 1913 році вчительського інституту, викладав у ньому «графічні мистецтва». Отримав чин статського радника. Нагороджений орденом Святої Анни III-го ступеня.
У 1913 році став одним з ініціаторів створення «Товариства красних мистецтв імені Василя Верещагіна», обраний його секретарем. За дорученням Товариства відкрив школу малювання, креслення і ліплення, яка 20 січня (1 лютого) 1914 року прийняла перших своїх 60 учнів. Через велику кількість охочих навчатися в ній 27 січня (10 лютого) була відкрита 2-а черга з 50 учнями; до другого місяця навчання в школі нараховувалося 120 учнів.
24 травня (6 червня) 1914 року став засновником і першим директором Миколаївського художнього музею імені Василя Верещагіна, відкритого за ініціативою мецената Миколи Антоновича Гедройця. При музеї працювала художня школа, яка була реформована у художньо-промислову школу, а у 1919 році, за його пропозицією, перепрофільована у художній технікум. Одночасно з роботою у музеї з 1919 року завідував музейно-екскурсійно-виставковою секцією губернського відділу політпросвіти; у 1921—1922 роках викладав у профшколі заводу «Ремсуд». Помер у Миколаєві у 1922 році.

## Творчість
Працював у галузях станкового живопису (створював реалістичні пейзажі і тематичні картини), графіки. Серед робіт:
живопис
- «Єврей найдавнішого періоду» (1897);
- «Долина у горах» (початок XX століття);
- «На узбережжі» (початок XX століття);
- «Рибацька хатина на березі Чорного моря» (1910-ті);
- «Млин» (1910-ті);
- «Рибалки на Інгулі» (1910-ті);
- «Натурник» (до 1914 року; Миколаївський художній музей);
- «Мадонна з немовлям» (Миколаївський художній музей);
- «Гірський пейзаж» (перша четверть XX століття).

У 1915 році став активним учасником 1-ї виставки картин місцевого Товариства любителів образотворчих мистецтв, яку було проведено в Художньому музеї імені Василя Верещагіна. За його участі 1917 року проведено 2-у благодійну виставку для потреб Комітету допомоги хворим і пораненим воїнам.
У музейній колекції Миколаївського художнього музею зберігаються 8 творів митця (крім згаданих живописних робіт — шість графічних аркушів, створених у 1890 році). Також деякі полотна художника зберігаються у Миколаївському краєзнавчому музеї та інших музеях та приватних колекціях України.